# Ligne verte du métro de Doha
La Ligne Verte est une ligne du Métro de Doha. Ouverte au public le 10 décembre 2019, elle s'étend d'est en ouest, commençant à Al Mansoura et se terminant à la station Al Riffa sur Dukhan Highway à Rawdat Al Jahhaniya. La distance totale parcourue par la ligne est de 22 kilomètres (14 mi). Actuellement, la ligne compte 11 stations, mais s'étendra à l'avenir à 31 stations réparties sur 65,3 km.

## Stations
|                        |                   |                       |                  |  |  |  |  |  |  |
| Al Riffa               | الرفاع            |                       | 10 décembre 2019 |  |  |  |  |  |  |
| Education City         | المدينة التعليمية | Bus MetroLink         | 10 décembre 2019 |  |  |  |  |  |  |
| Qatar National Library | مكتبة قطر الوطنية |                       | 10 décembre 2019 |  |  |  |  |  |  |
| Al Shaqab              | الشقب             |                       | 10 décembre 2019 |  |  |  |  |  |  |
| Al Rayyan Al Qadeem    | الريان القديم     |                       | 10 décembre 2019 |  |  |  |  |  |  |
| Al Messila             | المسيلة           | Bus MetroLink         | 10 décembre 2019 |  |  |  |  |  |  |
| Hamad Hospital         | مستشفى حمد        | Bus MetroLink         | 10 décembre 2019 |  |  |  |  |  |  |
| The White Palace       | القصر الأبيض      |                       | 10 décembre 2019 |  |  |  |  |  |  |
| Al Bidda               | البدع             | Ligne Rouge           | 10 décembre 2019 |  |  |  |  |  |  |
| Msheireb               | مشيرب             | Ligne Rouge, Ligne Or | 10 décembre 2019 |  |  |  |  |  |  |
| Al Mansoura            | المنصورة          | Bus MetroLink         | 10 décembre 2019 |  |  |  |  |  |  |